# Коканович, Драган
Дра́ган Кока́нович (серб. Драган Кокановић; род. 1 мая 2002, Сербия и Черногория) — сербский футболист, атакующий полузащитник клуба «Войводина».

## Клубная карьера
Коканович — воспитанник клубов «Црвена звезда» и «Войводина». 12 апреля 2021 года в матче против «Златибора» из Чаетины он дебютировал в сербской Суперлиге. В 2022 и 2023 годах для получения игровой практики игрок на правах аренды выступал за «Кабел» и «Младост». По окончании аренды он вернулся в «Войводину». 6 октября 2024 года в поединке против «Спартака» из Суботицы Драган забил свой первый гол за клуб.